# Elżbieta Drużbacka
Elżbieta Drużbacka, född 1695, död 14 mars 1765 i Tarnów, Polen, var en polsk författare i perioden mellan barocken och upplysningen. Hon skrev både poesi och prosa.
Den polska upplysningstidens ledande representanter Ignacy Krasicki och Hugo Kołłątaj uppskattade högt Drużbackas verk. Hennes man Kazimierz Drużbacki avled 1740. Hon gick i kloster i Tarnów 1760 efter äldre systern Mariannas död.
Hon skrev religiösa poem (bland annat "Życie króla Dawida"), fantastiska berättelser ("Fabuła o książęciu Adolfie"), allegoriska verk och satiriska dikter.